# Gyöngyi Szalay-Horváth
Gyöngyi Szalay-Horváth (Tapolca, 24 marzo 1968 – Veszprém, 30 dicembre 2017) è stata una schermitrice ungherese, vincitrice di una medaglia di bronzo nella scherma ai giochi olimpici.